# Raffaella Salmaso
Raffaella Salmaso (Dolo, 16 aprile 1968) è un'ex calciatrice italiana, di ruolo difensore o centrocampista.
Nel corso della sua quasi ventennale carriera ha conquistato quattro Scudetti con quattro differenti squadre, e una Supercoppa, inoltre ha indossato la maglia della nazionale italiana con la quale ha raggiunto per due volte la finale, perdendole entrambe, del Campionato europeo, a Italia 1993 e Norvegia e Svezia 1997.

## Palmarès

### Club

#### Competizioni nazionali
- Campionato italiano: 4

Reggiana: 1990-1991
Milan Salvarani: 1991-1992
Verona Gunther: 1995-1996
Modena: 1996-1997
- Supercoppa italiana: 1

Modena: 1997